# Wogondou
Wogondou (ou Wogandou) est un village de la commune de Galim-Tignère situé dans la région de l'Adamaoua et le département du Faro-et-Déo, à proximité de la frontière avec le Nigeria.

## Population
En 1971, Wogondou comptait 685 habitants, principalement Niam-Niam.
Lors du recensement de 2005, 1 598 personnes y ont été dénombrées.